# 犬伏泰夫
犬伏 泰夫（いぬぶし やすお、1944年（昭和19年）2月10日 - ）は、日本の実業家。元神戸製鋼社長。

## 略歴
徳島県徳島市出身。城南高校を経て、1967年3月に大阪大学経済学部を卒業、同年に神戸製鋼入社。
鉄鋼輸出部、海外事業企画部長、営業総括部長など神戸製鋼の中核である鉄鋼事業の本流を歩み、ニューヨーク事務所など北米で8年間勤務するなど国際経験も豊富なことからUSスチールとの合弁事業、プロテックの設立に力を発揮。阪神・淡路大震災では営業総括部長として倒壊した製鉄所の状況把握、顧客対応に奔走した。2004年より2009年まで神戸製鋼社長。鋼材・アルミ価格上昇、建機需要増大などにより業績回復を果たすが、2006年に加古川製鉄所におけるばい煙データ改ざん事件が発生するなど、コンプライアンス面の問題点も浮き彫りとなった。
2009年に、加古川・高砂両製鉄所と長府製造所が、地元議会議員の選挙資金を肩代わりしていた問題が発覚し、同年3月に社長職を引責辞任。
略年譜
- 1967年3月：大阪大学経済学部経済学科卒業
- 1967年4月：神戸製鋼入社
- 1996年6月：神戸製鋼取締役
- 1999年6月：神戸製鋼常務（人事労政部、経営企画部の総括ならびに法務部、財務部担当）
- 2001年6月：神戸製鋼専務（鉄鋼部門営業本部長ならびに社長特命事項担当）
- 2002年6月：神戸製鋼副社長（鉄鋼部門長）
- 2004年4月：神戸製鋼社長
- 2009年3月：同社関係者による選挙資金の肩代わり問題の責任を取り、社長職を辞任。
- 2009年4月：神戸製鋼取締役相談役
- 2009年6月：神戸製鋼相談役
- 2011年4月：神戸港埠頭株式会社初代社長に就任　神戸港埠頭株式会社は神戸市が100％出資。
- 2014年6月：阪神国際港湾株式会社　代表取締役会長に就任　神戸港・大阪港の両埠頭株式会社を経営統合し、平成26年10月に「阪神国際港湾株式会社」となる。神戸市30.8％出資
- 2014年7月：神戸製鋼名誉顧問
- 2015年6月：日本郵政株式会社社外取締役、株式会社神戸製鋼所名誉顧問、阪神国際港湾株式会社代表取締役会長を同時に努める。

## 人物
ロバート・パーカーなどアメリカのミステリーを好む。座右の銘は孟子の「至誠にして動かさざる者は、未だ之有らざるなり」。
大学時代はサッカー部に所属し、現在も神戸製鋼のラグビー部、コベルコスティーラーズの応援に駆けつけるなど、スポーツ好き。2005年より高校ラグビーの全国大会である花園大会をコベルコグループとしてスポンサー支援している。